# 倒果木半夏
倒果木半夏（学名：Elaeagnus multiflora var. obovoidea）为胡颓子科胡颓子属下的一个变种。

## 扩展阅读
- 維基物種上的相關：倒果木半夏